# Devil in the Flesh 2
Devil in the Flesh 2, är en amerikansk skräckfilm/thriller, från 2000, regisserad av Marcus Spiegel, med manus av Richard Brandes.

## Handling
Efter att ha rymt från ett sinnessjukhus så snor Debbie (Jodi Lyn O'Keefe) en bil, pengar och identitet från en collegestudent, och hon åker till ett college där hon blir besatt av Sam (Jsu Garcia), en snygg poesilärare. Men när Debbies rumskamrat får reda på Debbies sanna identitet och förskräckande förflutna hotas Debbies nya tillvaro, vilket leder till mord som är ännu värre och råare än förut.

## Om filmen
- Detta är uppföljaren till den populära Devil In The Flesh från 1998 med Rose McGowan i huvudrollen. Rose McGowan fick inte behålla sin roll eftersom hennes lön skulle ha blivit för hög för filmens budget.
- Rose McGowan och Jodi Lyn O'Keefe träffades år 2004 under inspelningarna av TV-serien Förhäxad.

## Rollista (i urval)
- Jodi Lyn O'Keefe - Debbie Strong
- Jsu Garcia - Sam Deckner
- Katherine Kendall - Carla Briggs
- Jeanette Brox - Laney
- Sarah Lancaster - Tracy Carley
- Bill Gratton - Sheriff Bill Taylor
- Alex McArthur - Dr. John Sims (uncredited)